# Gabriel Ramanantsoa
Gabriel Ramanantsoa (Antananarivo, 13 aprile 1906 – Parigi, 9 maggio 1979) è stato un generale e politico malgascio, Presidente del Madagascar dall'ottobre 1972 al febbraio 1975, cumulando, dal maggio 1972, la carica di Primo ministro.

## Biografia
Appartenente all'etnia Merina, Ramanantsoa ha studiato presso l'École spéciale militaire de Saint-Cyr per poi militare nelle forze armate francesi. In seguito all'indipendenza del Madagascar del 26 giugno 1960, diventa generale del nuovo esercito malgascio.
Nel maggio 1972 viene nominato primo ministro, in un periodo di proteste da parte di studenti e lavoratori contro il governo di Philibert Tsiranana. Dopo le sue dimissioni, Ramanantsoa sale al potere presidenziale per governare, come deciso da un referendum nazionale, per cinque anni. Durante il suo mandato, fa liberare alcuni prigionieri politici del precedente governo, allontana l'influenza francese e interrompe i rapporti con il Sudafrica.
Nel 1975 cambia la denominazione dello stato in Repubblica Democratica del Madagascar. Il 5 febbraio dello stesso anno si dimette a causa di un malcontento generato nel suo governo, lasciando il posto al Ministro dell'interno Richard Ratsimandrava.